# Trockenes Gedeck
Der Begriff Trockenes Gedeck bezeichnet einen Zusatz bei der Preisangabe anlässlich einer Einladung für eine Bewirtung oder für die Verpflegung, beispielsweise bei Tagungen.
Grundsätzlich sind darin alle Mahlzeiten enthalten. Nicht inbegriffen sind die Getränke und Extrawünsche sowie An- und Abreise und ggf. anfallende Übernachtungskosten. Der Begriff ist im schweizerischen und österreichischen Raum weiter verbreitet als in Deutschland.